# Monszpart László
Monszpart László (Csákópuszta, 1890. április 12. – Kiskunhalas, 1955. március 28.) magyar sebészorvos, kórházigazgató.

## Élete és munkássága
Monszpart Gyula számtartó és Németh Józsa gyermekeként született. Tanulmányait a Budapesti Tudományegyetem orvostudományi karán végezte, ahol 1913-ben szerzett oklevelet. Az első világháború alatt a Bozenben szervezett csont- és ízületi sérültek hadikórházában volt Lorenz Böhler bécsi professzor első asszisztense. 1918-tól a budapesti I. számú Sebészeti Klinikán dolgozott, és sebész szakorvos lett. 1920-tól kiskunhalasi városi főorvos és az 1925-ben megnyílt városi kórház igazgató főorvosa volt. Ő honosította meg Magyarországon (1937-től) a Böhler-féle (Schmidt-Peterson) szegelést a combnyaktöréseknél, és azt kitűnő eredménnyel alkalmazta.
Tevékenysége alatt Kiskunhalason az Erzsébet Kórház helyett kialakított a kornak megfelelő, modern Bessenyei közkórházat, 50 darab ággyal, új műtővel. 1945-ig járványközpont és szülőotthon is létesült az intézményben. 1940 és 1944 között kibővítették a kórház épületét.
Monszpart 1945 után a kiskunhalasi római katolikus egyházközösség világi elnöke volt.
1944-ben náci-, 1945 után kommunista-ellenessége miatt volt kitaszított. Az egyházi iskolák államosítása miatt felszólalt, emiatt 1949-ben leváltották a kórház éléről. Sírja a kiskunhalasi római katolikus temetőben található.
Felesége Ádler Erzsébet volt, Ádler János Adolf és Kelemen Erzsébet lánya, akivel 1918. február 18-án Budapesten, a Ferencvárosban kötött házasságot.

## Írásai
- A combtörések eredményes kezelése. In: Orvosi Hetilap, 1918. 11. sz.
- A lábszártörés kezeléséről. In: Orvosi Hetilap, 1918. 36. sz.
- Az intézeti és gyakorló-orvosi gyógykezelés összehangolása a töréskezelésben. In: Magyar Sebészet, 1949

## Emlékezete
Ma Kiskunhalason utca és emléktábla őrzi nevét, valamint a helyi cserkészcsapat.